# Comè
Comè é uma vila e arrondissement localizado no departamento de Mono, no Benim. A comuna cobre uma área de 163 quilómetros quadrados e em 2012 tinha uma população de 33.507 pessoas. Foi o local de um campo de refugiados togoleses até que foi fechado em 2006

## Geografia
Comè está localizado a cerca de 60 km de Cotonou, a capital econômica da República do Benin.

## Demografia
Srgundo o censo de 2013 (RGPH-4), o município possuía 79.989 habitantes. As populações ada, fons, pédah e ouatchi que são os verdadeiros nativos vivem em Comé. A principal língua falada é o ouatchi, bem como todas as línguas de outros grupos étnicos.

## Economia
A economia da cidade de Comè é baseada na pesca, agricultura e comércio.

## Cultura
Todos os anos é comemorado na cidade o Agbessignalé, um festival durante o qual os habitantes de Comé que vivem no exterior se reúnem. Este festival reúne os ouatchis do Benim, do Togo e do Gana.